# Grigor Vitez

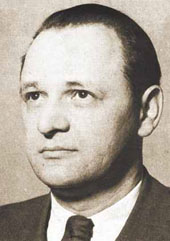
Grigor Vitez

Grigorije „Grigor“ Vitez (Григорије „Григор“ Витез; 15. Februar 1911 – 23. November 1966) war ein jugoslawischer Schriftsteller und Übersetzer, an den man sich vor allem als Autor von Kinderlyrik und anderen Formen der Kinder- und Jugendliteratur erinnert.

## Biografie
Er wurde als Sohn einer serbischen Familie aus Norddalmatien geboren, die zuvor den Nachnamen Alavanja verwendet hatte. Einer seiner Vorfahren trug den Ehrentitel eines Ritters (vitez), der zum Familiennamen wurde.
Er besuchte die Grundschule in Okučani und ein Gymnasium in Nova Gradiška. Als Gymnasiast begann er mit der Sammlung von Volkslyrik über die Gegend. Anschließend schloss Vitez die staatliche Lehrerschule ab.
Im Jahr 1933 trat er dem Bund der Kommunisten Jugoslawiens bei und kämpfte im Zweiten Weltkrieg in Jugoslawien als Mitglied der jugoslawischen Partisanen. Nach dem Zweiten Weltkrieg arbeitete er im Bildungsministerium und als Redakteur für den Verlag „Mladost“, verantwortlich für die Kinder- und Jugendausgaben. Vitez arbeitete auch für den Verlag „Novo pokoljenje“. Er gab dreizehn Verlagsreihen für Kinder und Jugendliche heraus.
Als Borislav Pekić eine Anthologie mit Kindergedichten verfasste, kritisierte Vitez ihn, weil die serbische Literatur für Kinder „de facto“ reicher ist als die kroatische Literatur, er hätte mehr Dichter aus Kroatien einbeziehen sollen.
Vitez war ein produktiver Übersetzer, hauptsächlich aus dem Russischen. Er übersetzte Gedichte von Alexander Puschkin, Mikhail Lermontov, Boris Pasternak, Sergei Yesenin, Vladimir Mayakovsky, Eduard Bagritsky, Vera Inber, Alexej Surkow, Michail Golodny, Stepan Schtschipatschew, Alexander Trifonowitsch Twardowski usw. und Prosa aus den Werken von Leo Tolstoi, Anton Tschechow, Maxim Gorki und Alexei Nikolajewitsch Tolstoi. Er übersetzte auch Pawel Golia, Fran Levstik, Srečko Kosovel, Matjaž Klopčič, Alojz Gradnik, Cene Vipotnik, Tone Pavček, Janez Menart und andere slowenische Dichter. Neben Russisch und Slowenisch übersetzte er Werke aus der französischen Sprache.
Er führte einen Briefwechsel mit dem Literaturnobelpreisträger Boris Pasternak.
Vitez starb im Alter von 55 Jahren und wurde in seiner Heimatstadt begraben.
Proswjeta veröffentlichte seine ausgewählten Werke im Jahr 2011 an seinem 100. Geburtstag.
Die meisten Werke serbischer Schriftsteller wurden während und nach dem Kroatischen Unabhängigkeitskrieg aus den Lehrbüchern und Schulen Kroatiens entfernt, aber Vitez’ Werke waren kontinuierlich Teil des Lehrplans in Kroatien.
Der Grigor-Vitez-Preis für Kinderliteratur wurde 1967 ins Leben gerufen.
Er wurde mit dem Jugoslawischen Arbeitsorden, dem Orden der Republik und dem Preis der Stadt Zagreb ausgezeichnet.
Schulen in Osijek, Sweti Iwan Žabno, Poljana und Zagreb sind nach ihm benannt, ebenso wie die örtliche Bibliothek in Gornji Bogićevci.

## Werke (Auswahl)
- 1964: Der goldene Vogel: Märchen aus Jugoslawien
- 1976: Tierpark
- 1985: Das Spieglein
- 2020: AntonTon